# Blinde Musiker München
Blinde Musiker München ist ein deutsches Musikensemble. Als Blaskapelle, Jazzband, Blockflötengruppe und Chor ist es das einzige professionelle Orchester Deutschlands, das aus blinden Mitgliedern besteht. Musikalischer Leiter ist der hauptberufliche Lehrer Franz  Ludwig Schachtner aus Gauting.

## Geschichte
Die Gruppe ging aus einem Berufsausbildungsprojekt für junge blinde Menschen hervor, das 1991 vom Bayerischen Blinden- und Sehbehindertenbund (BBSB) initiiert wurde. Ab 1995 firmierten die Blinden Musiker München als gemeinnützige Gesellschaft mit beschränkter Haftung (GmbH). Das Repertoire umfasst mehr als 300 Stücke. Die Ensemblemitglieder studieren ihre Stücke nicht mit Hilfe von Blindennotenschrift ein. Sie erlernen diese durch das Vorspiel seitens ihrer Musiklehrer.
Die Gruppe absolviert inzwischen bis zu 350 Auftritte deutschlandweit im Jahr, traditionell auch beim Neujahrsempfang des Bayerischen Ministerpräsidenten. Der Filmemacher Jens-Tibor Homm realisierte im Jahr 2013 ein knapp dreißigminütiges Filmporträt über das Ensemble, das auch im deutschen Privatfernsehen gezeigt wurde.

## Sonstiges
Oliver Möckel, Pianist und Trompeter im Orchester von 1997 bis 2002, gründete 2003 in Frankfurt am Main die Selbsthilfegruppe Blinde Musiker Frankfurt/Main.

## Diskografie
Alben:
- 2000: Auf großer Fahrt
- 2007: Fast schon in New York[10]
- 2009: Weihnachten mit den Blinden Musikern
- 2010: Des san mia (Tyrolis)
- 2014: Eine Reise durchs Jahr[11]

Das Orchester ist auch auf der CD SuperSounds - Ding A Dong (2007; EMI) zu hören.

## Auszeichnungen (Auswahl)
Das Ensemble gewann bereits mehrere Preise, darunter:
- 2007: Sozialpreis der Bayerischen Landesstiftung[14]